# Moissei Lwowitsch Ruchimowitsch

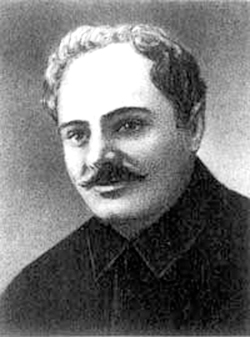
Moissei Lwowitsch Ruchimowitsch

Moissei Lwowitsch Ruchimowitsch (russisch Моисей Львович Рухимович; * Oktober 1889 in Kagalnik, heute Oblast Rostow; † 29. Juli 1938) war ein russischer Revolutionär.

## Leben
Ruchimowitsch schloss sich bereits 1904 der sozialistischen Bewegung an. 1919 und 1920 war er Mitglied des Rates der Volkskommissare der Ukraine. In den 1920er Jahren unterstützte er Josef Stalin im innerparteilichen Kampf. Von 1924 bis zu seinem Tod war er Mitglied im Zentralkomitee der Kommunistischen Partei. Mitte der 1930er Jahre war er Volkskommissar der Verteidigungsindustrie. Während der Stalinschen Säuberungen wurde er 1937 verhaftet, am 28. Juli 1938 zum Tode verurteilt und einen Tag später erschossen.